# حفیر الفوقا
حفیر الفوقا (به عربی: حفیر الفوقا) یک روستا در سوریه است که در استان ریف دمشق واقع شده‌است. حفیر الفوقا ۳٬۴۴۱ نفر جمعیت دارد.